# Jornada de África
Jornada de África é o título de um romance de Manuel Alegre editado em 1989, e que é a primeira grande obra de ficção deste autor, até então conhecido essencialmente pela sua vertente poética.

## Resumo
Jornada de África tem como cenário a Guerra do Ultramar Português, traçando um quadro dos eventuais traumas e questões provocadas por esta em Portugal nas décadas de 60 e 70.
No livro descreve-se Portugal como um país de contradições, em pleno regime do Estado Novo de Oliveira Salazar, onde, de acordo com o livro, o medo dominaria o sentimento popular ("A medo se falava, a medo se regressava de noite a casa, a medo se acordava, a medo se dormia, a medo o amor, a medo tudo"), criando assim o cenário dramático para este romance. Cenário de um país ficcionado onde existiriam novos costumes ("não admira que os hábitos tivessem mudado. As raparigas entregavam a virgindade sem cálculo nem resistência. De certo modo era um desafio, uma forma de camaradagem") e a oposição ao regime.
Sebastião, o protagonista, era um opositor ao regime, que viria a amar Bárbara, ela própria militante pela independência de Angola, logo sua inimiga.. Combatiam também contra esse regime os independentistas. Ao longo da obra é estabelecido um paralelo com a obra homónima de Jerónimo de Mendonça (Jornada de África, de 1607) que narra a batalha de Alcácer-Quibir.
Além de Sebastião, surge também o próprio escritor, com o nome de Jerónimo de Mendonça, e todos os conspiradores têm nomes mencionadas na obra que retrata o desastre de Alcácer-Quibir e que terá servido de inspiração, numa clara tentativa de colar o desastre de Alcácer-Quibir à Guerra do Ultramar. Sebastião apercebe-se rapidamente das coincidências que se prolongam ao longo da obra (Luís de Brito, soldado que combateu ao lado de Sebastião antes deste desaparecer é também o nome do último homem que viu el rei D. Sebastião vivo). Deixa ao leitor adivinhar quem pretende o autor que seja Sebastião, o esperado.
Todo o livro é, assim, uma enorme metáfora e, simultaneamente, pretende retratar a crueldade de uma guerra da qual o protagonista e o autor têm dificuldade em compreender as razões. Sobre este aspecto é de salientar as características autobiográficas da obra: Manuel Alegre foi também um milíciano na Guerra Colonial e um desertor (Sebastião desaparece: alguns questionam se terá morrido ou desertado), o que o levou ao posterior exílio. Para lá do romance subjacente, a retratação da guerra em si é ficçionada já que o autor nunca chegou a combater nela, tendo sido detido pela PIDE pouco após a chegada a Luanda,por deserção, crime que na época não era considerado muito grave.
Seria contudo detido na metrópole, pouco depois, mas já por suspeita de traição. Preso conseguiria evadir-se com a cumplicidade de conhecidos da família, e fugir para Paris seguindo depois para Argel e para a rádio Vóz da Liberdade. Aqui desempenharia funções de locutor transmitindo principalmente para as forças inssurectas e envolvendo-se em alguns casos particularmente melindrosos, que lhe granjeariam ente os militares a suspeita de traição ao exército português do qual fizera parte.
Crimes esses que seriam de qualquer modo apagados com o 25 de Abril.
Jornada de África é considerada uma obra diferente abordando um dos temas mais melindrosos da História de Portugal do século XX, e ao qual o autor estaria profundamente comprometido.